# اجشوب (یمن)
 اَجشوب  دهستانی از توابع استان تَعِز در کشور یمن و در شبه جزیره عربستان واقع می‌باشد. این دهستان در ناحیه (شرعب) و در شهر تعز واقع شده‌است.

## جمعیت
دارای ۶۷۸۲ نفر جمعیت می‌باشد. ساکنان این دهستان از اهل سنت و از شاخه شافعی هستند یعنی از پیروان امام محمد ادریس شافعی هستند.

## منبع
- المقحفی، ابراهیم، احمد، (مُعجَم المُدُن وَالقَبائِل الیَمَنِیَة) ، منشورات دار الحکمة، صنعاء، چاپ پنجم، وانتشار سال ۱۹۸۵ میلادی به (عربی).